# Власенко Олександр Федорович
Олександр Федорович Власенко (1855 — ?) — заможний козак, депутат Державної думи Російської імперії II скликання від Полтавської губернії.

## Життєпис
Народився 1855 року. Православний за віросповіданням, українець за походженням. Козак.
Здобув початкову освіту. Володів земельним наділом розміром 600, згодом — 2000 десятини.
11 лютого 1907 року обраний депутатом Державної думи Російської імперії II скликання від Полтавської губернії. Увійшов до Групи правих та поміркованих. У ході роботи в думі підписав заяву групи поміркованих селян щодо аграрного питання.